# Michael Ontkean
Michael Ontkean (* 24. Januar 1946 in Vancouver als Michael Leonard Ontkean) ist ein kanadischer ehemaliger Schauspieler. Er wurde besonders durch seine Polizistenrollen in den Fernsehserien Twin Peaks und California Cops – Neu im Einsatz bekannt.

## Leben und Leistungen
Ontkean spielte bereits als Kind in einer Reihe kanadischer Fernsehserien, darunter 1957 in einer Gastrolle in der Westernserie Hawkeye and the Last of the Mohicans. Er machte seinen Schulabschluss an der St. Michael's College School in Toronto und studierte danach bis 1970 an der University of New Hampshire. Noch im selben Jahr nahm er seine Schauspielkarriere mit einer Gastrolle in der Serie Der Chef wieder auf. Danach folgten einige Rollen in B-Filmen.
Seine Bekanntheit vergrößerte Ontkean durch die zwischen 1972 und 1976 entstandene Fernsehserie California Cops – Neu im Einsatz, in der er als Officer Willie Gillis eine der Hauptrollen hatte. Im Horrorfilm Horror-Attack (1972) trat Ontkean neben Orson Welles auf, in der Komödie Schlappschuss (1977) neben Paul Newman. Im Filmdrama Stimmen der Liebe (1979) übernahm Ontkean neben Amy Irving eine der Hauptrollen, genauso im Drama Making Love (1982), in dem er an der Seite von Harry Hamlin und Kate Jackson einen verheirateten Ehemann spielte, der seine Homosexualität entdeckt. Im französischen Filmdrama Das Blut der Anderen (1984) verkörperte er eine der Hauptrollen neben Jodie Foster und Sam Neill.
Ontkean spielte im Filmdrama Claras Geheimnis (1988) mit Whoopi Goldberg die Rolle von Bill Hart, dem Vater von David Hart, den Neil Patrick Harris darstellte. Für seine Hauptrolle im Filmdrama Bye Bye Blues (1989) wurde er im Jahr 1990 für den Genie Award nominiert. In der von David Lynch und Mark Frost geschaffenen Serie Twin Peaks hatte er in den Jahren 1990 bis 1991 eine der Hauptrollen als Sheriff Harry S. Truman, für die er im Jahr 1991 für den Soap Opera Digest Award nominiert wurde. Es folgten einige Hauptrollen, darunter im Thriller Im Netz der Lügen (1992) und im preisgekrönten Filmdrama Jay und die Affenbande (1998).
In den 2000er-Jahren zog Ontkean nach Hawaii und schraubte sein Drehpensum zurück. Letztmalig stand er 2011 für eine kleine Rolle in dem auf Hawaii gedrehten Spielfilm The Descendants – Familie und andere Angelegenheiten vor der Kamera und verabschiedete sich damit in den Ruhestand. So kehrte er aus unbekannten Gründen auch nicht für die dritte Staffel von Twin Peaks, die 2017 ihre Premiere hatte, zurück.
Ontkean heiratete dreimal, darunter die Schauspielerin Jamie Smith-Jackson, mit der er zwei Kinder hat. In dritter Ehe heiratete er 2019 Susan Nash.

## Filmografie (Auswahl)
- 1955: Folio (Fernsehserie, Folge 1x05)
- 1957: Hawkeye and the Last of the Mohicans (Fernsehserie, Folge 1x04)
- 1958, 1960: Heritage (Fernsehserie, 2 Folgen)
- 1970: Der Chef (Ironside, Fernsehserie, Folge 4x05)
- 1971: Die Partridge Familie (The Partridge Family, Fernsehserie, Folge 1x23)
- 1971: Die auf heißen Öfen verrecken (The Peace Killers)
- 1972: Horror-Attack (Necromancy)
- 1972: Macho Trip (Hot Summer Week)
- 1972–1976: California Cops – Neu im Einsatz (The Rookies, Fernsehserie, 47 Folgen)
- 1977: Schlappschuss (Slap Shot)
- 1979: Stimmen der Liebe / Alternativtitel: Eine Welt ohne Ton (Voices)
- 1979: Die unglaublichen Geschichten von Roald Dahl (Tales of the Unexpected, Fernsehserie, Folge 1x01)
- 1980: Willie & Phil
- 1982: Making Love
- 1984: Das Blut der Anderen (Le Sang des autres)
- 1984: Ein Klassemädchen (Just the Way You Are)
- 1986: Stadt in Waffen (The Right of the People, Fernsehfilm)
- 1987: Die Nachtschwärmer – The Allnighter (The Allnighter)
- 1987: Traumfrau vom Dienst (Maid to Order)
- 1987: Street Justice
- 1988: Claras Geheimnis (Clara’s Heart)
- 1989: Ein Lied zum Abschied (Bye Bye Blues)
- 1990–1991: Twin Peaks (Fernsehserie, 30 Folgen)
- 1990: Grüße aus Hollywood (Postcards from the Edge)
- 1990: Mörderischer Verdacht (In Defense of a Married Man, Fernsehfilm)
- 1991: Der Taylor-Mord – Kampf um ein Kind (In a Child’s Name, Miniserie)
- 1992: Im Netz der Lügen (Legacy of Lies, Fernsehfilm)
- 1992: Twin Peaks – Der Film (Twin Peaks: Fire Walk with Me) (Szenen geschnitten)
- 1993: Verratene Liebe (Vendetta II: The New Mafia, Fernsehfilm)
- 1994: Danielle Steels Familienbilder (Family Album, Miniserie)
- 1996: Der Triebtäter – Eine Stadt in Angst (The Man Next Door, Fernsehfilm)
- 1996: Die Männer von Stepford (The Stepford Husbands, Fernsehfilm)
- 1996: Das Geheimnis der Mary Swann (Swann)
- 1997, 2000: Outer Limits – Die unbekannte Dimension (The Outer Limits, Fernsehserie, 2 Folgen)
- 1998: Jay und die Affenbande (Summer of the Monkeys)
- 1998: Männer ticken anders (Just a Little Harmless Sex)
- 1998: Start frei für die Liebe (A Chance of Snow, Fernsehfilm)
- 1998: Nico, das Einhorn (Nico the Unicorn)
- 1999: PSI Factor – Es geschieht jeden Tag (PSI Factor – Chronicles of the Paranormal, Fernsehserie, Folge 3x20)
- 2000: Bear with Me
- 2004–2005: North Shore (Fernsehserie, 4 Folgen)
- 2008: Sophie (Fernsehserie, 3 Folgen)
- 2011: The Descendants – Familie und andere Angelegenheiten (The Descendants)